# Charlie Brown und seine Freunde
Charlie Brown und seine Freunde (Originaltitel A Boy Named Charlie Brown, deutscher Sendetitel: Ein Junge namens Charlie Brown) ist ein US-amerikanischer Zeichentrickfilm aus dem Jahr 1969. Der Film ist der erste von insgesamt vier Peanuts-Kinofilmen. Regie führte Bill Meléndez. Bei der Oscarverleihung 1971 war der Film in der Kategorie Musik (Original Song Score) für den Oscar nominiert.

## Handlung
Nachdem Charlie Brown und seine Freunde das erste Spiel der neuen Baseball-Saison wieder einmal verloren haben, sucht Charlie Hilfe am Psychiatrie-Stand von Lucy. Sie kann Charlie aber auch nicht helfen, ganz im Gegenteil: Sie schafft es, dass Charlie noch trauriger wird. Am nächsten Morgen erzählt Lucy, dass an der Schule ein Buchstabierwettbewerb stattfindet. Sie macht Witze über Charlies mögliche Teilnahme. Linus findet die Idee gut, aber Lucy, Patty und Violet lachen Charlie Brown aus. Charlie jedoch entschließt sich teilzunehmen und schlägt alle Kinder aus seiner Klasse. Linus und Charlie üben zu Hause für die Schulausscheidung am nächsten Tag und singen mit Snoopy ein Lied über Buchstabierregeln. Am nächsten Morgen ist Charlie furchtbar aufgeregt, kann aber mit Snoopys Hilfe die Schulausscheidung gewinnen. Lucy findet, Charlie Brown könnte einen Agenten gebrauchen, und schlägt sich selbst als beste Lösung vor.
Charlie fährt nach New York, um am großen landesweiten Buchstabierwettbewerb teilzunehmen. Linus wünscht ihm Glück und gibt ihm seine Schmusedecke mit, woraufhin Linus zu Hause schwere Entzugserscheinungen erleidet. Er beschließt, mit Snoopy nach New York zu fahren und die Schmusedecke zu holen. In Charlies Hotel angekommen, muss Charlie zugeben, dass er nicht weiß, wo die Decke sein könnte. Er vermutet, er könnte sie in der New York Public Library vergessen haben. Linus und Snoopy machen sich auf den Weg dorthin, stehen aber vor verschlossenen Türen. Linus und Snoopy gehen zurück ins Hotel, wo sich Charlie soeben für den Wettbewerb anzieht. Der immer noch von schweren Entzugserscheinungen geplagte Linus muss entsetzt feststellen, dass sich Charlie Brown mit seiner Schmusedecke die Schuhe poliert. Linus stürzt sich auf seine Schmusedecke und ist wieder glücklich. Dann machen sich Snoopy, Linus und Charlie auf den Weg. Zuhause sitzen Sally, Lucy und die anderen Kinder vor dem Fernseher, wo der Wettbewerb live übertragen wird. Ein Teilnehmer nach dem anderen scheidet aus, bis nur noch Charlie und ein anderer Junge übrig sind. Dann soll Charlie das Wort Beagle buchstabieren. Er buchstabiert B-E-A-G-E-L und scheidet aus. Als Charlie, Linus und Snoopy nach Hause kommen, ist es bereits dunkel. Niemand ist da, um sie zu begrüßen.
Am nächsten Nachmittag will Linus Charlie Brown besuchen. Seine Schwester Sally erzählt Linus, Charlie liege schon den ganzen Tag im Dunkeln in seinem Bett. Linus geht zu dem am Boden zerstörten Charlie und unterhält sich mit ihm. Er sagt, dass Charlie es bis zum zweiten Platz gebracht hat und sich daher nicht zu schämen brauche. Nachdem Linus gegangen ist und Charlie über dessen Worte nachgedacht hat, steht er auf und zieht sich an. Er geht nach draußen, wo die anderen Kinder schon auf ihn warten.

## Deutsche Fassungen
Es existieren zwei deutsche Synchronfassungen, die erste entstand bei der Ultra-Film, Berlin. Andrea Wagner schrieb das Dialogbuch und Friedbert Cierpka führte Regie, Heinrich Riethmüller übernahm die musikalische Leitung. Die zweite entstand bei der Splendid Synchron GmbH, Berlin. Simone Hanselmann schrieb das Dialogbuch und Gerrit Schmidt-Foß führte Regie.
| Figur          | Originalsprecher    | Deutscher Sprecher | Deutscher Sprecher (2022) |
| -------------- | ------------------- | ------------------ | ------------------------- |
| Charlie Brown  | Peter Robbins       | Carsten Dobe       | Nick Kanty                |
| Lucy van Pelt  | Pamelyn Ferdin      | Madeleine Stolze   | Florentine Riedel         |
| Linus van Pelt | Glenn Gilger        | Steffen Müller     | Kilian Schmidt-Foß        |
| Schroeder      | Andy Pforsich       | Abelardo Decamilli | Carlo Clarén              |
| Patty          | Sally Dryer         | Janina Richter     | Celina Gaschina           |
| Violet         | Ann Altieri         | Claudia Marnitz    | Flora Weber               |
| Sally          | Erin Sullivan       | Katharina Otto     | Lilli Mechler             |
| Frieda         | Lynda Mendelson     | Susanne Lissa      | Vida Engler               |
| Pig Pen        | Christopher DeFaria | Dirk Fritsche      | Amelio Maaßen             |
| Snoopy         | Bill Meléndez       | Bill Meléndez      | Bill Meléndez             |

## Kritiken
Charlie Brown und seine Freunde erfreut sich ungebrochener Beliebtheit. So erfasst der US-amerikanische Aggregator Rotten Tomatoes 95 % wohlwollende Besprechungen und ordnet den Film dementsprechend als „Frisch“ ein.

„Ein liebenswerter Film für jung und alt, der sarkastisch Kritik an den Werten der Erwachsenen übt.“